# Andrea Berg
Andrea Berg (rojena kot Andrea Zellen), nemška pevka zabavne glasbe; * 28. januar 1966, Krefeld, Severno Porenje - Vestfalija, Nemčija.
V svoji glasbeni karieri je prodala že več kot 10 milijonov nosilcev zvoka. Pevsko pot je začela leta 1992. Nemško glasbeno nagrado ECHO je v kategoriji šlagerja v nemščini prejela v letih 2003, 2004, 2005 in 2007. Med njene znane pesmi spadajo na primer Du hast mich tausendmal belogen, Ich liebe das Leben, Das Gefühl.

## Diskografija

### Albumi
Studijski albumi
| Leto | Album                     | Najvišja uvrstitev | Najvišja uvrstitev | Najvišja uvrstitev | Najvišja uvrstitev | Najvišja uvrstitev | Opomba |
| Leto | Album                     | GER                | AUT                | DEN                | NL                 | SWI                | Opomba |
| ---- | ------------------------- | ------------------ | ------------------ | ------------------ | ------------------ | ------------------ | ------ |
| 1992 | Du bist frei              | 49                 | 40                 | —                  | —                  | —                  |        |
| 1995 | Gefühle                   | 19                 | 65                 | —                  | —                  | —                  |        |
| 1997 | Träume lügen nicht        | 71                 | —                  | —                  | —                  | —                  |        |
| 1998 | Zwischen tausend Gefühlen | 86                 | —                  | —                  | —                  | —                  |        |
| 1999 | Weil ich verliebt bin     | —                  | —                  | —                  | —                  | —                  |        |
| 2001 | Wo liegt das Paradies     | 42                 | —                  | —                  | —                  | —                  |        |
| 2002 | Nah am Feuer              | 18                 | 26                 | —                  | —                  | —                  |        |
| 2003 | Machtlos                  | 1                  | 8                  | —                  | —                  | —                  |        |
| 2004 | Du                        | 1                  | 1                  | —                  | —                  | 33                 |        |
| 2006 | Splitternackt             | 1                  | 1                  | —                  | —                  | 19                 |        |
| 2008 | Dezember Nacht            | 8                  | 9                  | —                  | —                  | 95                 |        |
| 2009 | Zwischen Himmel & Erde    | 1                  | 1                  | —                  | —                  | 9                  |        |
| 2010 | Schwerelos                | 1                  | 1                  | —                  | —                  | 9                  |        |
| 2011 | Abenteuer                 | 1                  | 1                  | —                  | —                  | 2                  |        |
| 2013 | Atlantis                  | 1                  | 1                  | 5                  | 27                 | 1                  |        |
| 2016 | Seelenbeben               | 1                  | 1                  | —                  | —                  | 1                  |        |

Kompilacije
| Leto | Album                | Najvišja uvrstitev | Najvišja uvrstitev | Najvišja uvrstitev | Najvišja uvrstitev | Opomba |
| Leto | Album                | GER                | AUT                | DEN                | SWI                | Opomba |
| ---- | -------------------- | ------------------ | ------------------ | ------------------ | ------------------ | ------ |
| 2001 | Best of              | 18                 | 5                  | —                  | 56                 |        |
| 2007 | Die neue Best of     | 4                  | 1                  | —                  | 7                  |        |
| 2013 | My Danish Collection | —                  | —                  | 1                  | —                  |        |

### Singli
(Izbrani singli iz lestvic)
| Leto | Singel                                   | Najvišja uvrstitev | Najvišja uvrstitev | Najvišja uvrstitev | Album                 |
| Leto | Singel                                   | GER                | AUT                | SWI                | Album                 |
| ---- | ---------------------------------------- | ------------------ | ------------------ | ------------------ | --------------------- |
| 2001 | "Du hast mich tausendmal belogen"        | 96                 | —                  | —                  | Wo liegt das Paradies |
| 2006 | "Aba Heidschi Bumbeidschi"               | 46                 | 65                 | —                  | Dezembernacht         |
| 2010 | "Ich liebe das Leben"                    | 81                 | —                  | —                  | Schwerelos            |
| 2010 | "Du kannst noch nicht mal richtig lügen" | 91                 | 73                 | —                  | Schwerelos            |
| 2013 | "Das Gefühl"                             | 52                 | 58                 | 49                 | Atlantis              |
| 2013 | "Atlantis lebt"                          | 84                 | —                  | —                  | Atlantis              |
| 2016 | "Diese Nacht ist jede Sünde wert"        | 44                 | 37                 | —                  | Seelenbeben           |
| 2016 | "Ich werde lächeln wenn Du gehst"        | —                  | 75                 | —                  | Seelenbeben           |